# Roca Negra
La Roca Negra és una muntanya de 2.200 metres d'altitud del terme municipal de Soriguera, a la comarca del Pallars Sobirà. Pertanyia al terme primigeni de Soriguera.
Està situada a l'extrem septentrional del terme, ran del límit amb Rialb. És a ponent de la Torreta de l'Orri i de la Roca de Coma-sarrera, al sud-oest de l'Estació d'esquí de Port-Ainé.
És dins del Parc Natural de l'Alt Pirineu.